# Каменка (Мендикаринський район)
Ка́менка (каз. Камен) — село у складі Мендикаринського району Костанайської області Казахстану. Входить до складу Введенського сільського округу.
Населення — 53 особи (2021; 118 у 2009, 197 у 1999, 287 у 1989).